# Pointless
Pointless is een populair spelprogramma geproduceerd door Endemol UK voor de BBC dat sinds 24 augustus 2009 wordt uitgezonden op BBC Two en vanaf 2011 op BBC One.

## De show
Het doel van de show is om in de finale de jackpot te winnen. De jackpot start met £1.000 en indien deze niet wordt gewonnen wordt er bij de volgende show £1.000 aan de jackpot toegevoegd.
Voor de show wordt aan 100 personen een aantal vragen gesteld. Bij elke vraag wordt genoteerd hoeveel personen het correcte antwoord kon geven en dit aantal bepaalt de score van het goede antwoord. Als niemand van de 100 personen een antwoord op een vraag weet, is de score van dit antwoord dus nul, oftewel een pointless antwoord. Op dat moment is de kolom helemaal naar beneden gelopen. Het tegenovergestelde gebeurt bij een incorrect antwoord dan blijft de kolom helemaal bovenaan staan. Op het scorebord verschijnt dan eerst een rood kruis en daarna verschijnt het maximum van 100 punten. Als in een ronde waarin niet overlegd mag worden allebei de kandidaten een fout antwoord geven wordt het team lid van de two-hundred club. In het programma wordt het gewaardeerd om risico te nemen, wat soms een incorrect antwoord tot gevolg heeft.
De presentator Alexander Armstrong presenteert de quizshow en wordt al sinds de eerste aflevering bijgestaan door zijn assistent en oude studiegenoot Richard Osman, die aan een bureau achter een laptop zit. De show begint met vier panels van elk twee personen. Alexander Armstrong stelt de panels een aantal vragen, waarop elk panel een vraag mag uitzoeken waarvan het goede antwoord naar hun mening het minst bekend zal zijn. Hoe lager de score, hoe meer kans om naar de volgende ronde te gaan. Als een pointless antwoord wordt geraden, wordt er £250 bij de jackpot opgeteld. Bij elk antwoord levert Richard Osman, ook wel Alexander's Pointless friend genoemd, commentaar en vertelt vaak een obscuur feit over het goede antwoord.
De show heeft vier rondes, waaronder een Head to Head en een Finale.
Na elke ronde valt er één panel met de hoogste score af. In de eerste twee rondes mogen de kandidaten van elk team niet met elkaar overleggen en in de laatste twee rondes mag dat wel. In de derde ronde gaat het erom dat het team in de best-of-three een punt krijgen als ze lager scoren dan hun tegenstanders. Een team wint de jackpot als het in de finale een pointless antwoord geeft. De hoogst gewonnen jackpot was £24.750 op 8 maart 2013.
Een van de vragen in de eerste twee rondes wordt ondersteund met aanwijzingen ter ondersteuning en de andere vraag heeft dat niet omdat die volgens het old school Pointless-principe gaat. In de derde ronde krijgen de kandidaten afbeeldingen te zien, moeten ze anagrammen oplossen, ontbrekende woorden aanvullen of zijn er aanwijzingen om vragen over een bepaald thema te beantwoorden.
Op één dag worden vier episodes gefilmd.

## Versies in andere landen
| Land            | Naam                       | Vertaling              | Presentator                      | Televisiezender  | Première          | Laatste aflevering |
| --------------- | -------------------------- | ---------------------- | -------------------------------- | ---------------- | ----------------- | ------------------ |
| Australië       | Pointless                  | Puntloos               | Mark Humphries, Andrew Rochford  | Network Ten      | 23 juli 2018      | 10 mei 2019        |
| Denemarken      | Jo færre, jo bedre         | Hoe minder, hoe beter  | Steen Langeberg                  | TV 2             | 6 januari 2019    |                    |
| Duitsland       | Null gewinnt               | Nul wint               | Dieter Nuhr, Ralph Caspers       | ARD              | 20 juli 2012      | 1 maart 2013       |
| Frankrijk       | Personne n'y avait pensé ! | Daar dacht niemand aan | Cyril Féraud                     | France 3         | 16 juli 2011      | 22 januari 2021    |
| Italië          | Zero e lode!               | Nul en lof!            | Alessandro Greco                 | Rai Uno          | 11 september 2017 | 1 juni 2018        |
| Kroatië         | Tog se nitko nije sjetio   | Daar dacht niemand aan | Antonija Blaće                   | RTL Televizija   | 29 april 2013     | 7 juni 2013        |
| Noord-Macedonië | Без Поени! (Bez Poeni!)    | Geen punten!           | Snezana Velkov                   | Sitel            | 1 november 2014   | 7 maart 2015       |
| Nederland       | Pointless                  | Puntloos               | Lucille Werner, Owen Schumacher  | NPO 1 (AVROTROS) | 27 juli 2015      | 28 augustus 2015   |
| Polen           | Tylko Ty                   | Alleen jij             | Tomasz Kammel, Radosław Kotarski | TVP2             | 27 februari 2014  | 30 mei 2014        |
| Servië          | Toga se niko nije setio    | Daar dacht niemand aan | Tamara Grujić, Dragan Ilić       | Prva             | 5 april 2014      |                    |
| Tsjechië        | Míň je víc!                | Minder is meer!        | Jan Smetana                      | ČT1              | 5 januari 2015    | 17 december 2015   |
| Zwitserland     | Weniger ist mehr           | Minder is meer         | Patrick Hässig                   | SRF1             | 20 augustus 2012  | september 2014     |

## Boeken en spellen gebaseerd op Pointless
- Alexander Armstrong en Richard Osman gaven twee boeken uit in het kader van de Pointless-show:
  1. The 100 Most Pointless Things in the World;
  2. The 100 Most Pointless Arguments in the World.
- Ook zijn er twee bordspellen op de markt gebracht:
  1. Pointless: The Board Game;[7]
  2. Pointless: The Travel Game.[8]